# 35e division d'infanterie (États-Unis)
La  35e Division d'Infanterie est une des divisions d'infanterie de l'US Army faisant partie de l'Army National Guard.

## Création et différentes dénominations
La 35e Division d'Infanterie est créé le 18 juillet 1917 au cours de la Première Guerre mondiale combat sur le front Européen et est dissoute le 30 mai 1919.
Elle est recréée le 13 septembre 1935 combat sur le front Européen pendant la Seconde Guerre mondiale et est dissoute le 7 décembre 1945.
Réactivée le 5 octobre 1946, Elle est à nouveau dissoute le 13 avril 1969, pour renaitre le 25 août 1984. Elle est toujours en activité. Ses unités proviennent des gardes nationales de l'Arkansas, du Kansas, du Missouri, de l'Illinois et de Géorgie.

## Emblème
« Santa Fe », ce surnom lui vient de la Première Guerre mondiale, la division était composée dune majorité de soldats venant du Kansas, du Missouri et du Nebraska, descendant des pionniers qui avaient ouvert la route de Santa Fe.
Sur un fond bleu, la croix de Santa Fe (croix blanche entourée dun cercle) était utilisée autrefois comme repère le long de la voie de chemin de fer de Santa Fe.

## Commandement
- Maj. Gen. Ralph Truman (décembre 1940 – octobre 1941)
- Maj. Gen. William Simpson (octobre 1941–avril 1942)
- Maj. Gen. Maxwell Murray (en) (mai 1942 – janvier 1943)
- Maj. Gen. Paul Baade (en) (janvier 1943 - 1945.)

## Historique

### Première Guerre mondiale
La 35e DIUS est créée en août 1917, au Kansas et au Missouri, débarque en France mai 1918 et est dirigée près de la ligne de front en Alsace.
Elle combat dans lors de l'offensive Meuse-Argonne.
La division est dissoute 30 mai 1919.

#### Composition
- 69e brigade d'infanterie
  - 137e régiment d'infanterie
  - 138e régiment d'infanterie
- 70e brigade d'infanterie
  - 139e régiment d'infanterie
  - 140e régiment d'infanterie
  - 129e régiment d'artillerie
  - 64e régiment d'artillerie

### Seconde Guerre mondiale

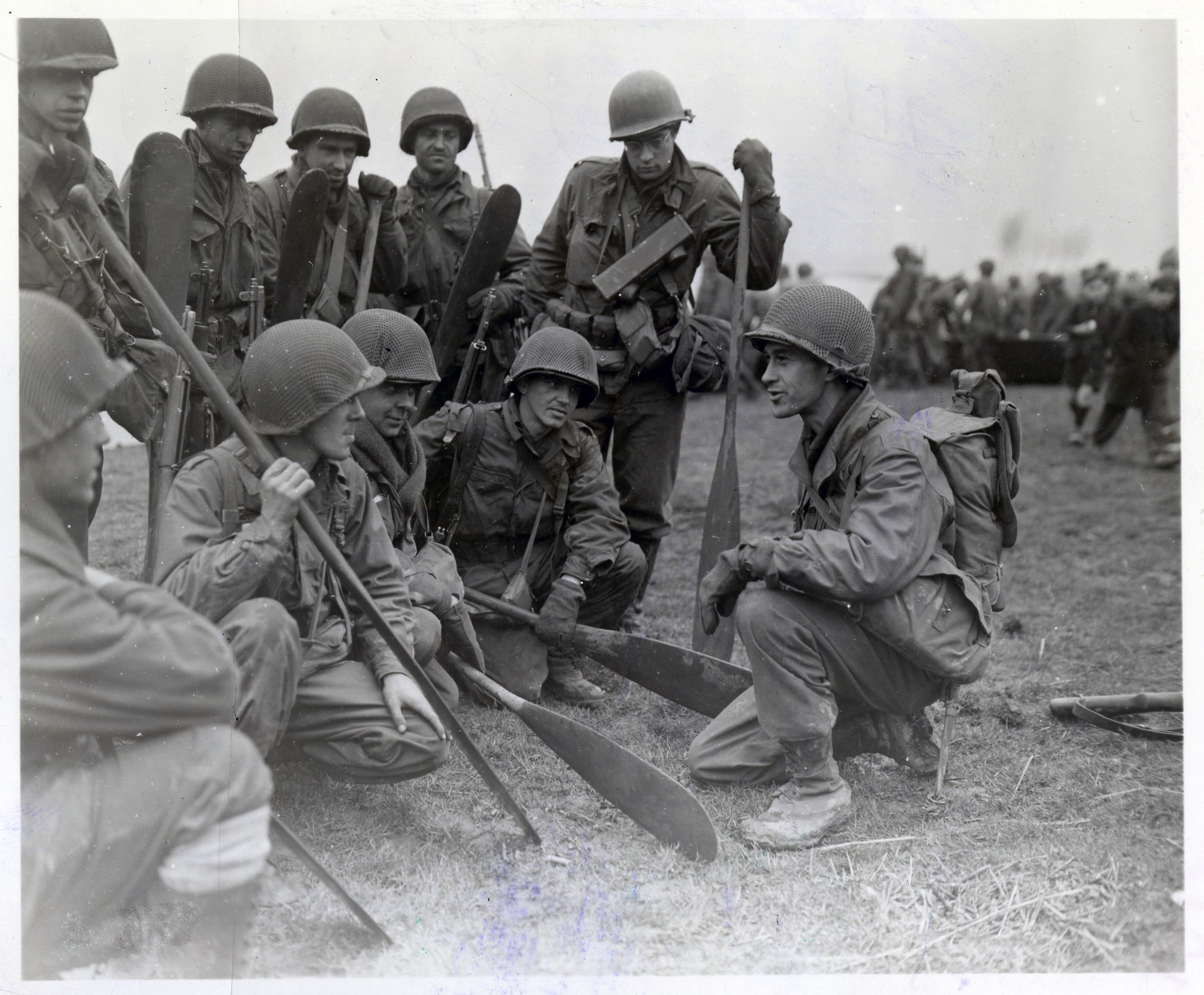
Des soldats de la 35e division sur la Meuse en février 1945

La 35e division est réactivée le 23 décembre 1940, part pour l'Europe le 12 mai 1944, arrive en Angleterre le 25 et débarque en France, à Omaha Beach du 5 au 7 juillet 1944.
À partir du 11 juillet 1944, elle combat, au nord de Saint-Lô, dans la bataille des Haies. Elle repousse 12 contre-attaque allemande puis entre dans Saint Lô le 18 juillet, puis prend part le 2 août à l'offensive qui repousse les forces allemandes, hors du Cotentin, sur la Vire .
 Du 7 au 13 août elle est chargée d'assurer la protection de la route Mortain-Avranches et aider au sauvetage de la 30e DIUS fortement malmenée lors de l'opération Lüttich.
Elle traverse ensuite la France en passant par Orléans et Sens entre en Moselle le 13 septembre, libère Nancy le 15 septembre et sécurise ses positions à Chambrey le 1er octobre 1944. Elle progresse ensuite jusqu'à la frontière Allemande et occupe le 8 décembre Sarreguemines, établit, le 12 décembre, une tête de pont sur la Blies, elle est mise au repos le 19 décembre à Metz.
La 35e DIUS est déplacée sur Arlon, puis est engagée dans la bataille des Ardennes à partir du 25 décembre 1944, rejetant les attaques de 4 divisions Allemandes, puis en reprenant le 10 janvier 1945, après 13 jours de combats, Villers-la-Bonne-Eau puis Lutrebois.
Le 18 janvier 1945, elle retourne sur Metz, avant de s'établir, le 22 février, en défense le long de la Roer. Le 23 février elle attaque et perce la ligne Siegfried et atteint, le 10 mars, le Rhin à Wesel qui est franchi le 25 mars. La 35e DIUS échoue à passer le canal d'Herne mais atteint, début avril, la rivière Ruhr.
Le 12 avril la division se déplace vers l'Elbe effectuant près de 500 km en 2 jours. Le 26 avril elle est dans la région de Colbitz et Angern avant d'occuper Hanovre le 8 mai 1945.
Le 5 septembre 1945, la 35e DIUS embarque à Southampton et arrive à New York le 10 septembre.

#### Composition
- 134th Infantry Regiment
- 137th Infantry Regiment
- 320th Infantry Regiment
- 35th Reconnaissance Troop (Mechanized)
- 60th Engineer Combat Battalion
- 110th Medical Battalion
- 127th Field Artillery Battalion (105 mm Howitzer)
- 219th Field Artillery Battalion (105 mm Howitzer)
- 216th Field Artillery Battalion (105 mm Howitzer)
- 161st Field Artillery Battalion (155 mm Howitzer)
- 735th Ordnance Light Maintenance Company
- 35th Quartermaster Company
- 35th Signal Company
- Military Police Platoon
- Headquarters Company
- Band

## Théâtres d'opérations
- Première Guerre mondiale
  - 1918
    - Offensive Meuse-Argonne
- Seconde Guerre mondiale
  - Bataille des Haies
  - Libération de Nancy
  - Bataille des Ardennes

## Culture Populaire
- De l'or pour les braves